# Maria Königin (Erzhausen)

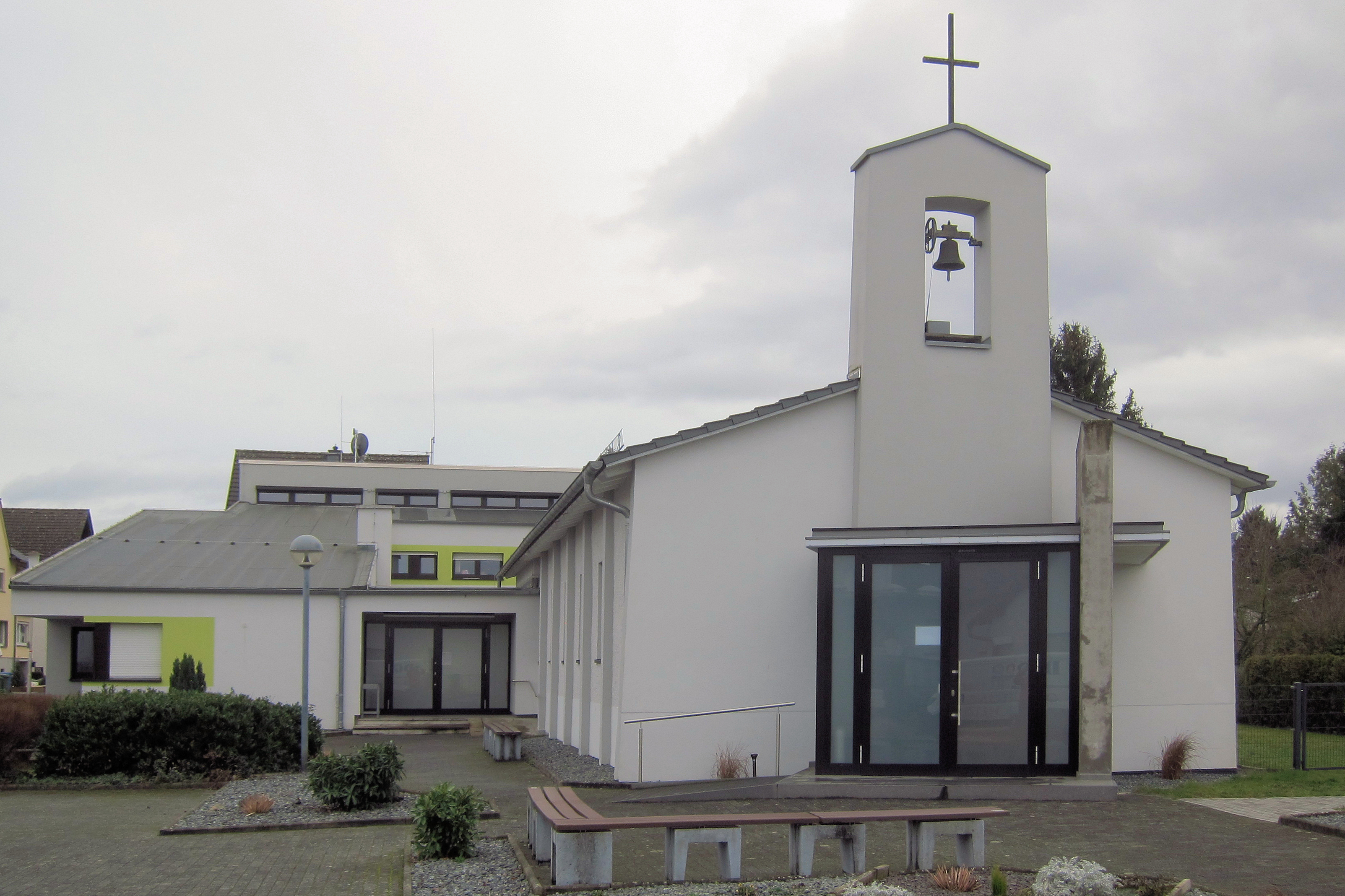
Die katholische Filialkirche Maria Königin in Erzhausen

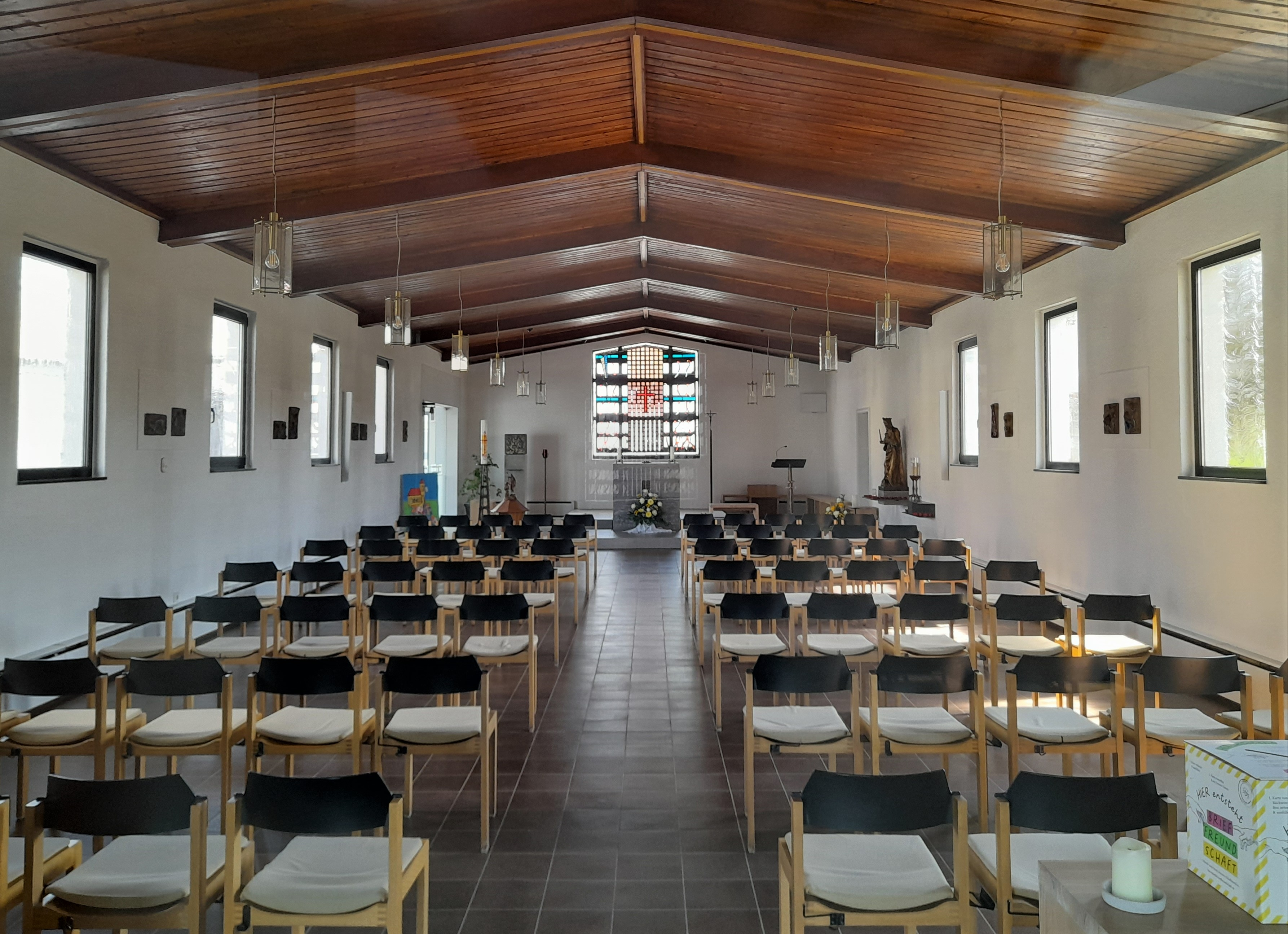
Innenraumansicht

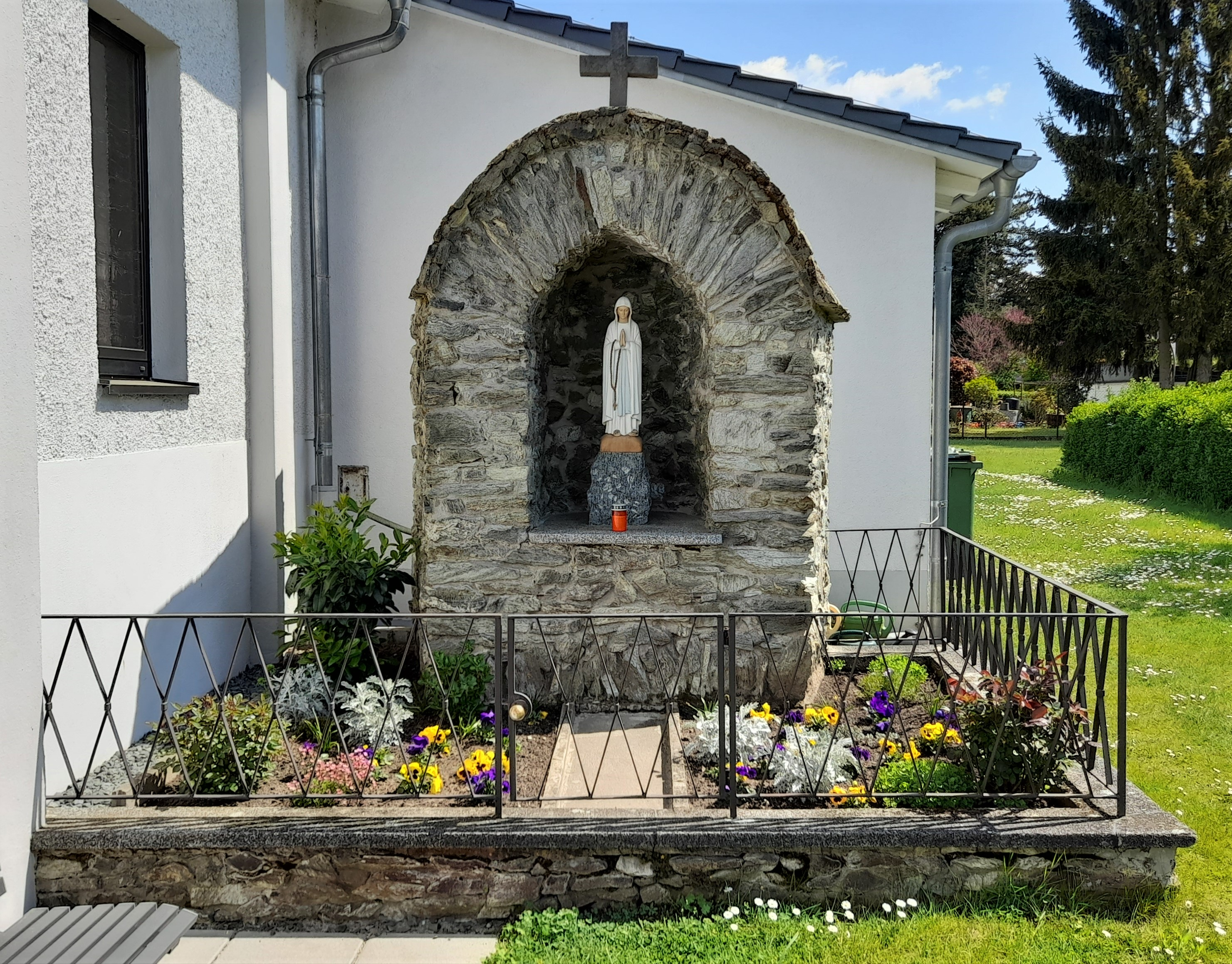
Lourdesgrotte im Außenbereich

Die römisch-katholische Filialkirche Maria Königin ist ein im Stil der Moderne errichtetes Kirchengebäude in Erzhausen, einer Gemeinde im südhessischen Landkreis Darmstadt-Dieburg. Die Kirchengemeinde gehört zur Pfarrei „Hl. Familie Langen-Egelsbach-Erzhausen“ in der Region Mainlinie im Bistum Mainz.

## Geschichte
Die Filialkirche Maria Königin wurde am 8. Januar 1956 geweiht.
Im Jahr 2013 wurden das Eingangsportal der Kirche erneuert und eine Werktagskapelle im Foyer geschaffen. 2017 folgte die Neugestaltung des Chorraums, die mit der Aufstellung eines massiven Steinaltars einherging. Der neue Volksaltar wurde am 19. November 2017 vom Mainzer Weihbischof Udo Markus Bentz geweiht.

## Orgel
Die Digitalorgel der Kirche wurde vom niederländischen Orgelbauunternehmen Johannus in Ede gebaut.